# Honing (Norfolk)
Pour les articles homonymes, voir Honing.
Honing est un village et une paroisse civile du Norfolk, en Angleterre.